# Soanierana Ivongo (district)
Soanierana Ivongo is een district van Madagaskar in de regio Analanjirofo. Het district telt 128.915 inwoners (2011) en heeft een oppervlakte van 4.814 km², verdeeld over 8 gemeentes. De hoofdplaats is Soanierana Ivongo.